# Ptolemej VII. Neos Filopator
Ptolemej VII. Neos Filopator (grč. Πτολεμαῖος Νέος Φιλοπάτωρ) († 144. pr. Kr.), kralj helenističkog Egipta iz dinastije Ptolemejevića. Historiografija ga smatra kontroverznim, jer mu je upitan sam identitet i nije sasvim jasno je li uopće vladao ili je postumno proglašen kraljem Egipta.
Navodno, bio je sin Ptolemeja VI. Filometora, kojeg je naslijedio još kao maloljetan dječak 145. pr. Kr. Vladao je kratko, zajedno s majkom Kleopatrom II., jer ga je uskoro ubio stric i nasljednik na tronu, Ptolemej VIII. Euerget.